# Revdà
Revdà (en rus: Ревда) és una ciutat de l'óblast de Sverdlovsk, a Rússia, segons el cens del 2021 tenia 60.761 habitants.